# René II. (Lothringen)

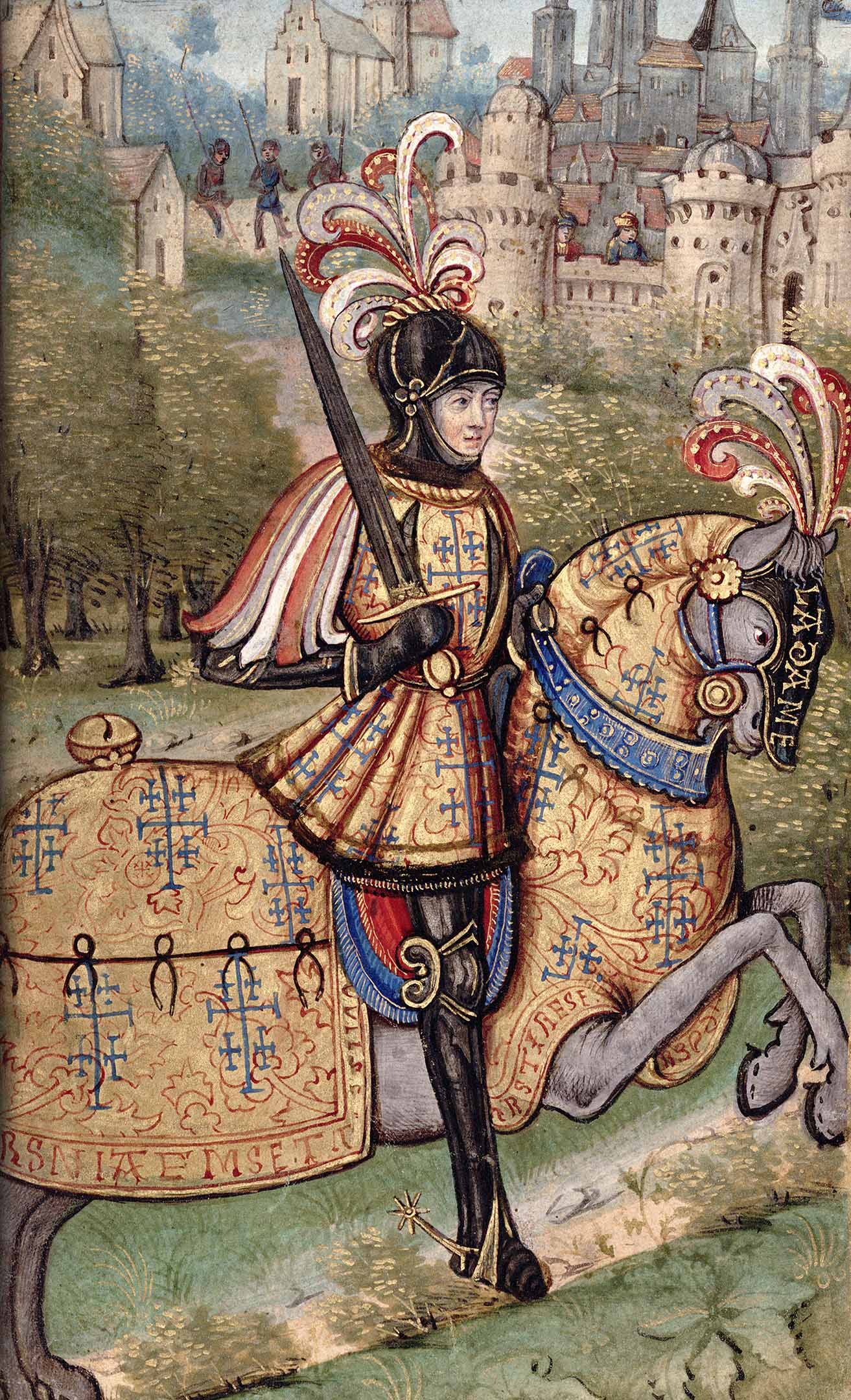
Darstellung von René II. von Lothringen in der Handschrift Liber Nancéidos von Pierre de Blarru, um 1500

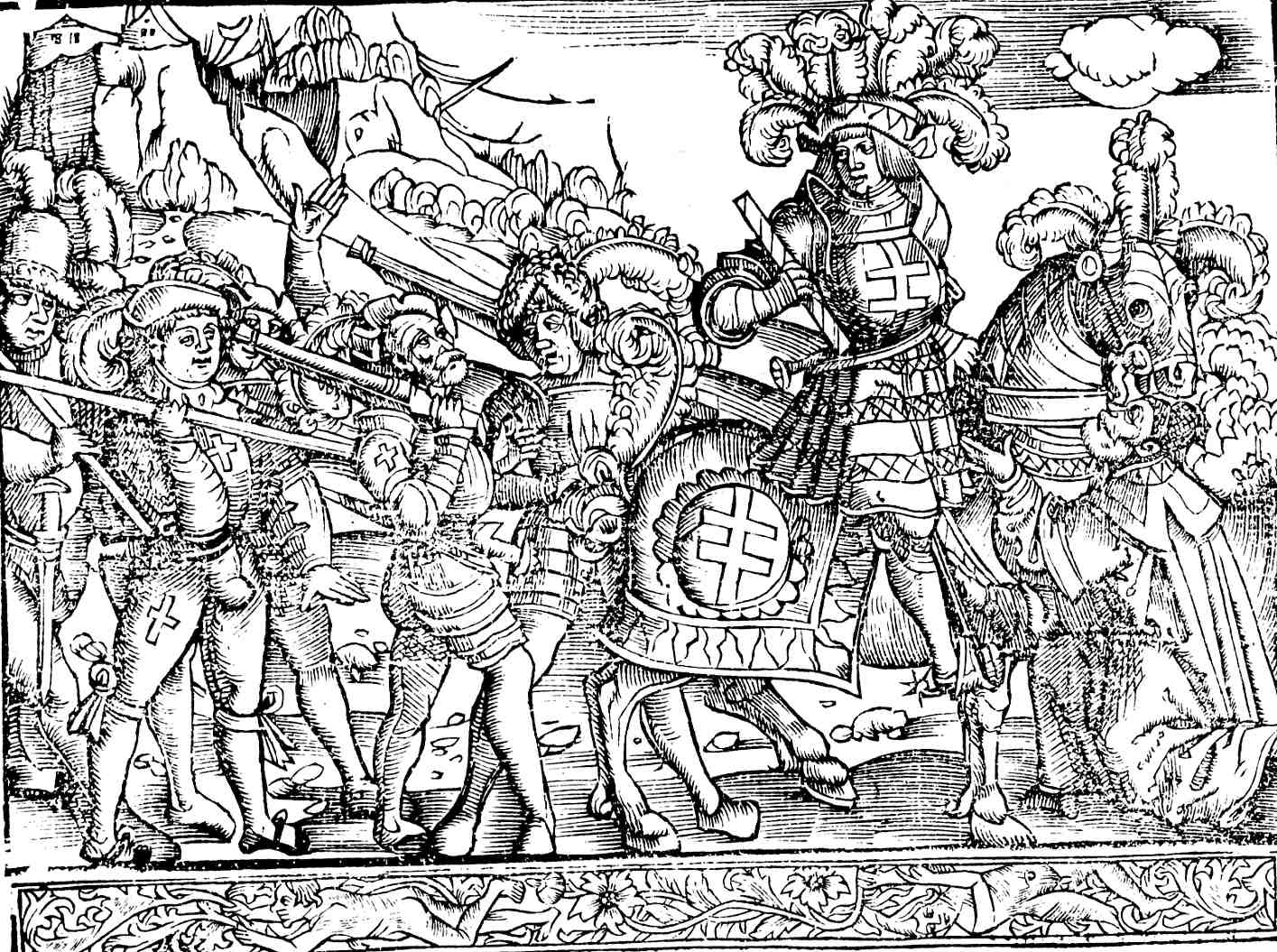
René an der Spitze seiner Truppen (1476)

René II., auch Renatus II. (* 2. Mai 1451 in Angers; † 10. Dezember 1508 in Fains), aus dem Haus Vaudémont war seit 1473 Herzog von Lothringen. Seine historische Bedeutung beruht vor allem auf seinem am Ende erfolgreichen Widerstand gegen Karl den Kühnen von Burgund.

## Biographie
René war der Sohn von Ferry II. de Vaudémont und Yolande d’Anjou und ein Enkel von René d’Anjou. Am Hof des Großvaters verbrachte er seine Jugend. René erhielt eine hervorragende Ausbildung und war an Kunst, Literatur und Wissenschaften interessiert.
Bereits im Jahr 1470 war er Graf von Vaudémont geworden, 1472 Baron von Elbeuf und 1480 erhielt er auch den Titel des Herzogs von Bar. 1473 starb sein Cousin Nicolas d’Anjou, der vormalige Herzog von Lothringen. Das Herzogtum ging an dessen Tante, Renés Mutter, über, die es sofort an ihren Sohn weitergab.
Im Zug der Burgunderkriege geriet Lothringen zwischen die Fronten des Konfliktes zwischen dem französischen König Ludwig XI. und dem burgundischen Herzog Karl dem Kühnen. René neigte zunächst der burgundischen Seite zu, wechselte aber 1474 die Seite und paktierte insgeheim mit dem König. 1475 lagerte er acht Tage lang in dem Dorf Magny vor Metz und scheiterte mit dem Versuch, die Stadt zu überrumpeln. Nachdem er zunächst unterlag und Lothringen räumen musste, gelang es ihm am 5. Januar 1477 zusammen mit eidgenössischen Truppen in der Schlacht bei Nancy, Karl den Kühnen zu schlagen, der in der Schlacht umkam. René koalierte nach dem Tod Ludwigs XI. mit einer Reihe französischer Fürsten in der Guerre folle gegen das regierende Königshaus Valois, zu diesem Zeitpunkt vertreten durch Anne de Beaujeu, die für den minderjährigen Karl VIII. die Regentschaft führte. 1488 beanspruchte er die Krone Neapels und die Grafschaft Provence als Herzog von Kalabrien und Titularkönig von Jerusalem.
Er war, wie schon sein Großvater Renatus von Anjou, deutscher Reichsfürst, er nahm  am Reichstag von Worms 1495 teil, um sein Lehen vom regierenden römisch-deutschen König Maximilian zu empfangen.
1504 wurde er schließlich auch Graf von Guise. Er erkrankte bei einer Jagd und starb im Alter von 57 Jahren. Sein Sohn Anton II. trat 1509 seine Nachfolge an.

## Kartographische Interessen
Man geht davon aus, dass der Herzog ein starkes Interesse an Kartografie hatte. Anstatt Gelder für diverse Dinge entgegenzunehmen, wurden ihm Leistungen in Form von Karten der diversen Seefahrer seiner Zeit zuteil. Es wird angenommen, dass er die Informationen lieferte, auf deren Basis Martin Waldseemüller zusammen mit Matthias Ringmann um 1507 eine sehr frühe und dennoch schon sehr genaue Weltkarte erstellte.

## Ehen und Nachkommen
Seit 1471 war er mit Jeanne d’Harcourt, der Gräfin von Tancarville verheiratet. Er verstieß sie, da sie ihm keine Nachkommen gebären konnte, und heiratete am 1. September 1485 Philippa von Geldern. Mit ihr hatte er zwölf Kinder, von denen fünf das Erwachsenenalter erreichten und einflussreiche Persönlichkeiten ihrer Zeit wurden.
- Anton (1489–1544), der ihm als Herzog von Lothringen nachfolgte
- Claude (1496–1550), Herzog von Guise
- Jean (1498–1550), Kardinal, Erzbischof von Reims, Lyon und Narbonne und Bischof etlicher Bistümer
- Louis (1500–1528), Bischof von Verdun
- François (1506–1525), Graf von Lambesc